# Brachiaria semiverticillata
Brachiaria semiverticillata är en gräsart som först beskrevs av Johan Peter Rottler, och fick sitt nu gällande namn av Arthur Hugh Garfit Alston. Brachiaria semiverticillata ingår i släktet Brachiaria och familjen gräs.
Artens utbredningsområde är Sri Lanka. Inga underarter finns listade i Catalogue of Life.